# Subbuteo
Subbuteo

а) Настольная игра — симулятор футбола, изданный в 1947 г. англичанином Питером Адольфом.

б) Вид спорта развиваемый и поддерживаемый Международной федерацией F.I.S.T.F в 39 странах.

### Происхождение названия
Название происходит от Falco subbuteo, латинского наименования чеглока, небольшой хищной птицы из семейства соколиных.
Питер Адольф (1916—1994) первоначально планировал назвать игру «Hobby», но получил отказ от патентного бюро.

### Происхождение игры
Формально игра была создана в 1946 г., на фактически первые наборы стали доступны в марте 1947 г., а получение патента и вовсе затянулось до мая 1947 г.
Первые наборы Subbuteo, состояли из ворот из проволоки с бумажных сеток, мяча из ацетата целлюлозы и картонных игральных фигур в двух основных комплектах (красные рубашки с белыми шортами и синие рубашки с белыми шортами) с основанием из от кнопок утяжеленных свинцовыми шайбами. Игровое поле в комплекте не предоставлялось, но была инструкция как нанести мелом на одеяло (было рекомендовано использовать старое армейское одеяло).
Первоначально Subbuteo столкнулось с жестокой конкуренцией с Newfooty, аналогичной игрой, придуманной в 1926 г. Уильямом Лейн Килингом (родился в 1900-умер 1976) для своих детей, запатентованной и выпущенной в свет в 1929 г., Newfooty прекратила производство в 1961 г., году после неудачной телевизионной рекламной кампании, но его кончина, как полагают, связана с запуском формованных игроков Subbuteo.
В 1968 г., производство за 250 тысяч фунтов перекупает компания по изготовлению игрушек Waddingtons.
В 1992 г., году была попытка сделать Subbuteo олимпийским видом спорта.
В 1996 г., Hasbro, владелец бренда, вдруг перестало предоставлять хороший игровой материал для мировых игроков. Появляются новые производители пытающиеся заполнить пустоту на рынке.
В 2012 г., Subbuteo вернулся в магазины с новым стилем трехмерных резиновых фигур.
Все это время игра активно развивается; регламентируются правила, менются фигурки игроков, выпускаются комплекты раскрашенные в цвета известных команд. к 1949 году в продаже было уже 24 «команды» фигурок. К началу 1960-х «футболистов» стали отливать из пластмассы. По данным опросов, 9 из 10 английских мальчишек 70-х имели свою команду для Subbuteo. Осваивается выпуск специальных фигурок футболистов для вбрасывания и пробития угловых, новых команд, полноценные игровые поля. Производится дополнительная атрибутика для игры: трибуны, болельщики, осветительные вышки и многое другое.

### Правила игры
В Subbuteo играют 2 игрока на поле размерами 1,5 на 1 метра с нанесенной разметкой соответствующей футбольной. У каждого есть команда из 10 фигурок футболистов высотой примерно 2 см, установленных на круглой скользящей базе диаметром около 2 см, и 1 вратаря с длинной(порядка 15 см.) ручкой для управления. Цель игры, ударяя по фигуркам футболистов ногтем указательного или среднего пальца закатить мяч в ворота противника не коснувшись мячом и своими игроками фигурок противника.
В правилах Subbuteo старается максимально близко следовать правилам футбола. Однако существуют некоторые изменения. Игрок сохраняет владение мячом до тех пор, пока его фигурки, вследствие удара по ним, касаются мяча. Если после удара по фигурке касания мяча этой фигуркой не было, или мяч коснулся фигурки противника, команда теряет ведение мяча. Так же является нарушением использование одной и той же фигурки более трех раз подряд для удара по мячу. Удар по воротам может быть нанесен только после того, как мяч оказался за линией атаки; линии, параллельной и находящейся на равном расстоянии между линией ворот и средней линии. Правило офсайда действует, но только относящиеся к фигуркам, находящимся за линией атаки противоположной команды (в отличие от средней линии, как в самом футболе).

### Международная федерация спорта F.I.S.T.F.
На 2016 г. в F.I.S.T.F. — Международной федерации настольного футбола — состоит 39 стран.
Федерация была образованна в 1992 г. До этого, почти 30 лет, мир спортивного Subbuteo направляло две организации: FISA (Federation of International Subbuteo Associations) и ETF (European Tablesoccer Federation): аналогично FIFA и UEFA, только правила игры в каждой из структур культивировались свои.